# Рабел, Ла Колмена (Кокула)
Рабел, Ла Колмена (шп. Rabel, La Colmena) насеље је у Мексику у савезној држави Халиско у општини Кокула. Насеље се налази на надморској висини од 1440 м.

## Становништво
Према подацима из 2005. године у насељу је живело 5 становника.

### Хронологија
| Година       | 2000 | 2005 |
| ------------ | ---- | ---- |
| Становништво | 6    | 5    |

### Попис
| # | Индикатор                        | Вредност |
| - | -------------------------------- | -------- |
| 1 | Укупно појединачних домаћинстава | 1        |